# Myrcia fosteri
Myrcia fosteri är en myrtenväxtart som beskrevs av Thomas Bernard Croat. Myrcia fosteri ingår i släktet Myrcia och familjen myrtenväxter. IUCN kategoriserar arten globalt som sårbar.
Artens utbredningsområde är Panamá. Inga underarter finns listade i Catalogue of Life.